# Michel Temer
Michel Miguel Elias Temer Lulia (Tietê, 23 de septiembre de 1940) es un abogado y político brasileño, miembro del Movimiento Democrático Brasileño. Se desempeñó como presidente de la República Federativa de Brasil entre 2016 y 2019. Ocupó el cargo de vicepresidente de Brasil desde el 1 de enero de 2011 hasta el 31 de agosto de 2016. Desde ese día y hasta el 1 de enero de 2019, debido a la decisión del Senado Federal de destituir a la presidenta Dilma Rousseff, asumió de forma definitiva las funciones de presidente de Brasil, tras haber ocupado el cargo de manera interina desde mayo de ese mismo año.
Ha sido procurador general del estado de São Paulo, secretario de Seguridad Pública de dicho estado, diputado federal y presidente de la Cámara de Diputados en dos ocasiones.

## Infancia, estudios y carrera académica
Michel Miguel Elias Temer Lulia nació el 23 de septiembre de 1940 en Tietê, una localidad en el interior del estado de São Paulo. Sus padres, Miguel Elias Temer Lulia y March Barbar Lulia, fueron dos inmigrantes libaneses maronitas llegados a Brasil en 1925. Es el menor de los ocho hijos del matrimonio Temer-Lulia. Criado como maronita, Temer profesa la religión católica, la más practicada en Brasil.
Graduado como abogado de la Facultad de Derecho de la Universidad de São Paulo y posteriormente en 1974 como doctor en Derecho por la Pontificia Universidad Católica de São Paulo.
En 1968 ingresó como profesor de derecho constitucional en la Facultad de Derecho Civil de la Pontificia Universidad Católica de São Paulo, donde fue director del departamento de postgrado. Fue además director del Instituto Brasileño de Derecho Constitucional y miembro del Instituto Iberoamericano de Derecho Constitucional. Es autor de varias obras vinculadas al derecho y el derecho constitucional, la más famosa de ellas Elementos de Direito Constitucional, publicada en 1982, ha vendido más de 240 000 copias.
Tras graduarse de la Universidad de São Paulo en 1963, comenzó a trabajar como abogado laboral; posteriormente ejerció como funcionario público.

## Carrera política
En 1981 se afilió al recién fundado Partido del Movimiento Democrático Brasileño (PMDB). En 1983, el gobernador paulista Franco Montoro, también miembro del PMDB, lo nombró procurador general del Estado de São Paulo; al año siguiente pasó a ser secretario de Seguridad Pública del mismo estado, cargo que volvió a ocupar en los inicios de los años 90. Durante su mandato se creó la primera Delegación de la Mujer de Brasil, así como también la Delegación de Protección de los Derechos de autor, como instrumento de combate a la piratería.
Luego de su primera administración al frente de la Secretaría de Seguridad Pública de São Paulo, fue designado en 1986 candidato por el PMDB a diputado federal constituyente, resultando electo y pudiendo participar en las sesiones de la Asamblea Constituyente en 1987. En los debates con vistas a la aprobación de la nueva Carta Magna, Temer se mostró contrario a la reforma agraria así como al derecho al voto a partir de los 16 años.
En las elecciones legislativas de 1990 fue reelecto diputado, cargo que repetiría durante seis períodos consecutivos, aunque abandonaría temporalmente sus funciones para asumir por segunda vez en octubre de 1992 como secretario de Seguridad Pública de São Paulo y a finales de 1993 como secretario  de Gobierno. Regresó como diputado federal en abril de 1994.
Electo tres veces como presidente de la Cámara de Diputados (1997, 1999 y en 2009), en 2001 es designado como presidente del PMDB.

### Investigaciones
De acuerdo con documentos oficiales del gobierno estadounidense filtrados por Wikileaks, Temer proporcionó información a la embajada de Estados Unidos en Brasil desde 2006 como informante de la inteligencia militar estadounidense. Temer describía su estrategia para ganarse la lealtad de las clases bajas brasileñas con el fortalecimiento de programas sociales y su oposición a Lula da Silva. El informe, de junio de 2006 y «sensible, pero no clasificado», indica que Temer sugirió que Lula da Silva, en caso de obtener un segundo mandato (lo que acabaría ocurriendo), «finalmente podría comenzar a prestar atención a sus amigos de izquierdas y llevaría más lejos las políticas macroeconómicas ortodoxas que han definido su primer mandato».

## Vicepresidente de Brasil (2011-2016)
En 2009, tras un acuerdo entre su partido y el Partido de los Trabajadores, es elegido candidato a vicepresidente, para conformar la fórmula con Dilma Rousseff con vistas a las elecciones de 2010, en las que resultaría electo, tras una segunda vuelta, el 31 de octubre. Tomó posesión del cargo de vicepresidente el 1 de enero de 2011. Candidato nuevamente a la vicepresidencia, junto a Rousseff, a las elecciones generales de Brasil de 2014, fue reelecto, prestando juramento el 1 de enero de 2015.

#### Papel durante el proceso contra Dilma Rouseff

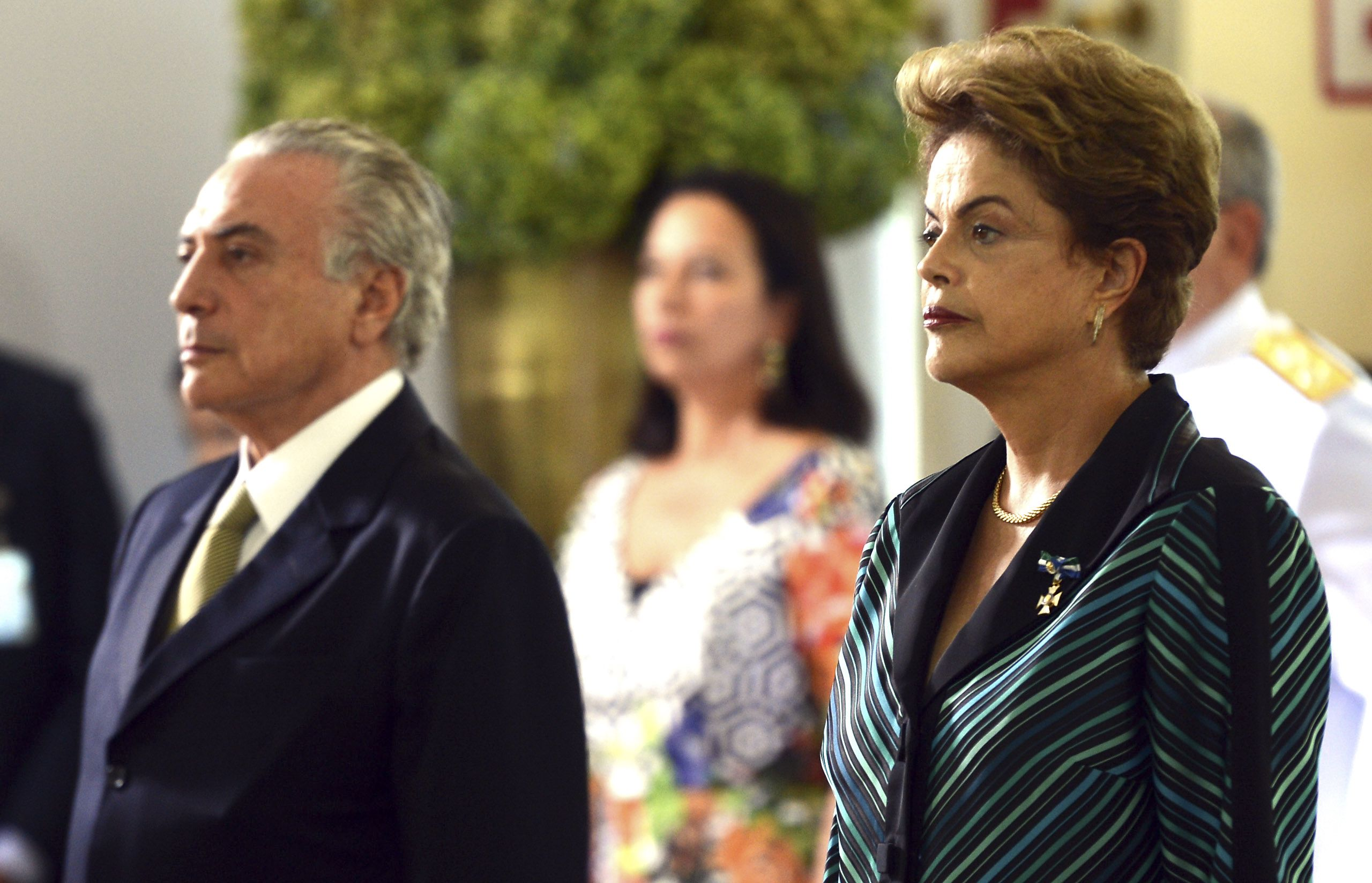
Temer junto a Dilma Rousseff en diciembre de 2015.

En diciembre de 2015, mientras se discutía la posibilidad de la apertura de un proceso de destitución contra la presidenta Dilma Rousseff, fue filtrada en los medios de comunicación una carta de Temer dirigida a Rousseff en la que se mostraba inconforme con el papel que tenían él y su partido en el Gobierno brasileño describiéndose como un «vicepresidente decorativo».
Meses después, en abril de 2016, a medida que el proceso de destitución cobraba fuerza, un audio filtrado de forma involuntaria mostraba el discurso que Temer dirigiría a la nación en caso de que la presidenta fuese destituida. Tras la divulgación de dicho audio, Rousseff no dudó en señalar a su vicepresidente como «uno de los jefes de la conspiración». Días antes, el 29 de marzo de 2016, su partido había acordado abandonar la coalición gobernante que sostenía el gobierno de Rousseff y el Partido de los Trabajadores.

## Presidente interino (2016)
El 12 de mayo de 2016 asumió temporalmente la Presidencia del Brasil durante 111 días, tiempo en el cual el Senado juzgó a su predecesora Dilma Rousseff. En su primer discurso expresó la necesidad de «la recuperación de la economía nacional, en los potenciales del país y en sus instituciones sociales y políticas» además de pedir el esfuerzo de «partidos políticos, liderazgos, entidades organizadas, al pueblo brasileño, para sacar al país de esta gran crisis».
Sin embargo, su gobierno fue objeto de críticas desde su misma puesta en marcha debido a la ausencia de mujeres en el gobierno, siendo el primero desde 1985 en no contar con ninguna, así como por la decisión de Venezuela y El Salvador de desconocerlo como presidente. En la ceremonia de apertura de los Juegos Olímpicos de Río de Janeiro dio un breve discurso en el estadio Maracaná, tras el cual fue pitado y abucheado por los asistentes al estadio, al tiempo que se desarrollaban protestas en la ciudad.

## Presidente de la República (2016-2018)
El 31 de agosto de 2016 asumió la Presidencia debido a la destitución de la hasta entonces Presidenta Dilma Rousseff con 61 votos a favor.
En mayo de 2017, el fiscal general del Estado acusó a Temer de "corrupción pasiva, obstrucción a la justicia y organización criminal" tras unas revelaciones de O Globo sobre las declaraciones del empresario Joesley Batista, dueño de una multinacional cárnica, quien había grabado en secreto a Temer avalando un soborno.
La fiscalía autorizó la difusión del audio, que afectaba también a Lula da Silva, Dilma Rousseff y otros políticos. Temer, en un discurso televisado, respondió que el audio estaba manipulado, acusó a Batista de ser un «exagerador» y pidió un peritaje tecnológico. La investigación se sitúa en el marco de manos limpias de Brasil sobre la financiación ilegal de los partidos. Temer se negó a dimitir.
La respuesta social fue un nuevo incremento de las protestas en la calle, que comenzaron a pedir elecciones directas, no conformándose con la renuncia de Temer y la elección de un nuevo Presidente por parte de un parlamento en el que más de la mitad de sus miembros estaba involucrado en denuncias de corrupción. En junio de 2017, la Comisión pastoral de la tierra denuncia un fuerte aumento de la « represión » contra el movimiento campesino de sin tierras. Según ella, los asesinatos habían aumentado un 25 %  (incluyendo 10 campesinos asesinados colectivamente por la policía el 24 de mayo de 2017) y los encarcelamientos un 86 %.
En julio de 2017, la popularidad de Temer se desploma al 5 %.
En ese año, Michel Temer se niega a hacer pública la lista de las empresas acusadas de «esclavitud moderna». Esta lista, rendida pública desde la presidencia de Lula Da Silva en 2003, debía obligar las empresas a pagar sus multas y a conformarse las reglamentaciones en un país dónde la corrupción de la clase política por el sector privado habría arriesgado a comprometer el respeto de la ley. Las relaciones del presidente en ejercicio con el «lobby de los terratenientes» son denunciadas por la presidenta destituida Dilma Rousseff en esta ocasión.
El gobierno anuncia la abolición de las «farmacias populares» para el verano de 2017. Creadas en 2004 bajo la presidencia de Lula Da Silva, permitieron a los más desfavorecidos obtener medicamentos a bajo precio. En política ambiental, bajo la presión del lobby agroalimentario, el gobierno está cancelando algunas leyes sobre la lucha contra la deforestación y la protección de los territorios indígenas. 
Así mismo, se decide una nueva ola de privatizaciones de empresas públicas para 2018 y 2019.
La crisis económica, la falta de políticas públicas y la corrupción están llevando a un aumento de la pobreza en 2017. Muchos funcionarios jubilados ya no reciben sus pensiones a tiempo y algunos se quedan sin hogar porque no pueden pagar el alquiler. En 2017, el 5 % más rico de los brasileños poseía tanta riqueza como el 95 % restante. Sólo seis multimillonarios eran más ricos que los 100 millones de brasileños más pobres. Según datos del Instituto Brasileño de Geografía y Estadística, la pobreza extrema aumentó un 11 % en 2017, mientras que la desigualdad también volvió a aumentar (el índice de Gini pasó de 0,555 a 0,567). La reducción en el número de beneficiarios de Bolsa Familia decidida por el gobierno es la causa principal, según el estudio.

#### Corrupción y controversias
Algunas semanas después de la constitución de su gobierno, tres de sus ministros, responsables de la Planificación, de la Transparencia y del Turismo son forzados a la dimisión, sobre un fondo de acusaciones de corrupción. En junio de 2016, varios de sus principales aliados políticos, entre los que se encontraban el presidente del Senado, el presidente de la Asamblea Nacional, el presidente del PMDB y el expresidente de la República José Sarney, son objeto de una demanda de detención por su implicación en el escándalo de corrupción de Petrobras.
En noviembre de 2016, el secretario del gobierno dimite, acusado de tráfico de influencias en proyectos inmobiliarios. El 14 de diciembre de 2016, acusado también de corrupción, uno de los consejeros más cercanos del Presidente dimite. El 7 de enero de 2017, el secretario de la Juventud dimite después de sus declaraciones polémicas sobre las matanzas de presos en las prisiones brasileñas.
En julio de 2017, varias otras personalidades políticas, entre las que se encuentran el ministro de Ciencia y Tecnología, el ministro de Minas y Energía, el ministro de Ciudades, el ministro de Integración Nacional, el ministro de la Industria y del Comercio y el nuevo presidente del Senado, son acusadas por haber recibido millones de dólares pagados por la multinacional de la industria agroalimentaria JBS entre 2006 y 2017.

### Gabinete Gubernamental (2016-2018)
| Ministerios del Gobierno de Michel Temer                       | Ministerios del Gobierno de Michel Temer     | Ministerios del Gobierno de Michel Temer | Ministerios del Gobierno de Michel Temer  | Ministerios del Gobierno de Michel Temer | Ministerios del Gobierno de Michel Temer |
| Ministerio                                                     | Titular                                      | Partido                                  | Partido                                   | inicio                                   | final                                    |
| -------------------------------------------------------------- | -------------------------------------------- | ---------------------------------------- | ----------------------------------------- | ---------------------------------------- | ---------------------------------------- |
| Ministerio de Agricultura Ganadería y Abastecimiento           | Blairo Maggi                                 |                                          | Progresistas                              | 12 de mayo de 2016                       | 1 de enero de 2019                       |
| Ministerio de Ciencia, Tecnología, Innovación y Comunicaciones | Gilberto Kassab                              |                                          | Partido Social Democrático                | 12 de mayo de 2016                       | 1 de enero de 2019                       |
| Ministerio de Cultura                                          | Marcelo Calero                               |                                          | Movimiento Democrático Brasileño          | 24 de mayo de 2016                       | 18 de noviembre de 2016                  |
| Ministerio de Cultura                                          | Roberto Freire                               |                                          | Partido Popular Socialista                | 23 de noviembre de 2016                  | 18 de mayo de 2017                       |
| Ministerio de Cultura                                          | João Batista de Andrade                      |                                          | Partido Popular Socialista                | 22 de mayo de 2017                       | 16 de junio de 2017                      |
| Ministerio de Cultura                                          | Sérgio Sá Leitão                             |                                          | Independiente                             | 25 de junio de 2017                      | 1 de enero de 2019                       |
| Ministerio de Defensa                                          | Raul Jungmann                                |                                          | Partido Popular Socialista                | 12 de mayo de 2016                       | 27 de febrero de 2018                    |
| Ministerio de Defensa                                          | Joaquim Silva e Luna                         |                                          | Independiente                             | 27 de febrero de 2018                    | 1 de enero de 2019                       |
| Ministerio de Deportes                                         | Leonardo Picciani                            |                                          | Movimiento Democrático Brasileño          | 12 de mayo de 2016                       | 6 de abril de 2018                       |
| Ministerio de Deportes                                         | Leandro Cruz Fróes da Silva                  |                                          | Independiente                             | 6 de abril de 2018                       | 1 de enero de 2019                       |
| Ministerio de Derechos Humanos                                 | Luislinda Valois                             |                                          | Independiente                             | 2 de febrero de 2017                     | 19 de febrero de 2018                    |
| Ministerio de Derechos Humanos                                 | Gustavo do Vale Rocha                        |                                          | Independiente                             | 20 de febrero de 2018                    | 1 de enero de 2019                       |
| Ministerio de Desarrollo Social y Agrario                      | Osmar Terra                                  |                                          | Movimiento Democrático Brasileño          | 12 de mayo de 2016                       | 6 de abril de 2018                       |
| Ministerio de Desarrollo Social y Agrario                      | Alberto Beltrame                             |                                          | Movimiento Democrático Brasileño          | 6 de abril de 2018                       | 1 de enero de 2019                       |
| Ministerio de Educación                                        | José Mendonça Filho                          |                                          | Demócratas                                | 12 de mayo de 2016                       | 10 de abril de 2018                      |
| Ministerio de Educación                                        | Rossieli Soares                              |                                          | Independiente                             | 10 de abril de 2018                      | 1 de enero de 2019                       |
| Ministerio de Hacienda                                         | Henrique Meirelles                           |                                          | Movimiento Democrático Brasileño          | 12 de mayo de 2016                       | 6 de abril de 2018                       |
| Ministerio de Hacienda                                         | Eduardo Guardia                              |                                          | Independiente                             | 6 de abril de 2018                       | 1 de enero de 2019                       |
| Ministerio de Integración Nacional                             | Helder Barbalho                              |                                          | Movimiento Democrático Brasileño          | 12 de mayo de 2016                       | 6 de abril de 2018                       |
| Ministerio de Integración Nacional                             | Pádua Andrade                                |                                          | Movimiento Democrático Brasileño          | 10 de abril de 2018                      | 1 de enero de 2019                       |
| Ministerio de Justicia                                         | Alexandre de Moraes                          |                                          | Independiente                             | 12 de mayo de 2016                       | 22 de febrero de 2017                    |
| Ministerio de Medio Ambiente                                   | José Sarney Filho                            |                                          | Partido Verde                             | 12 de mayo de 2016                       | 6 de abril de 2018                       |
| Ministerio de Medio Ambiente                                   | Edson Duarte                                 |                                          | Partido Verde                             | 6 de abril de 2018                       | 1 de enero de 2019                       |
| Ministerio de Minas y Energía                                  | Fernando Coelho Filho                        |                                          | Movimiento Democrático Brasileño          | 12 de mayo de 2016                       | 6 de abril de 2018                       |
| Ministerio de Minas y Energía                                  | Wellington Moreira Franco                    |                                          | Movimiento Democrático Brasileño          | 6 de abril de 2018                       | 1 de enero de 2019                       |
| Ministerio de Planificación, Presupuesto y Gestión             | Romero Jucá Filho                            |                                          | Movimiento Democrático Brasileño          | 12 de mayo de 2016                       | 23 de mayo de 2016                       |
| Ministerio de Planificación, Presupuesto y Gestión             | Dyogo Oliveira                               |                                          | Independiente                             | 23 de mayo de 2016                       | 7 de abril de 2018                       |
| Ministerio de Planificación, Presupuesto y Gestión             | Esteves Colnago                              |                                          | Independiente                             | 8 de abril de 2018                       | 31 de diciembre de 2018                  |
| Ministerio de Relaciones Exteriores                            | José Serra                                   |                                          | Partido de la Social Democracia Brasileña | 12 de mayo de 2016                       | 23 de febrero de 2017                    |
| Ministerio de Relaciones Exteriores                            | Aloysio Nunes                                |                                          | Partido de la Social Democracia Brasileña | 7 de marzo de 2017                       | 31 de diciembre de 2018                  |
| Ministerio de Salud                                            | Ricardo Barros                               |                                          | Progresistas                              | 12 de mayo de 2016                       | 2 de abril de 2018                       |
| Ministerio de Salud                                            | Gilberto Occhi                               |                                          | Progresistas                              | 2 de abril de 2018                       | 1 de enero de 2019                       |
| Ministerio de Seguridad Pública                                | Raul Jungmann                                |                                          | Partido Popular Socialista                | 27 de febrero de 2018                    | 1 de enero de 2019                       |
| Ministerio de Trabajo                                          | Ronaldo Nogueira                             |                                          | Partido Laborista Brasileño               | 12 de mayo de 2016                       | 27 de diciembre de 2017                  |
| Ministerio de Trabajo                                          | Helton Yomura                                |                                          | Partido Laborista Brasileño               | 10 de abril de 2018                      | 5 de julio de 2018                       |
| Ministerio de Trabajo                                          | Eliseu Padilha (interino)                    |                                          | Movimiento Democrático Brasileño          | 5 de julio de 2018                       | 10 de julio de 2018                      |
| Ministerio de Trabajo                                          | Caio Luiz de Almeida Vieira de Mello         |                                          | Independiente                             | 10 de julio de 2018                      | 1 de enero de 2019                       |
| Ministerio de Transparencia, Fiscalización y Control           | Fabiano Silveira                             |                                          | Independiente                             | 12 de mayo de 2016                       | 30 de mayo de 2016                       |
| Ministerio de Transparencia, Fiscalización y Control           | Carlos Higinio Ribeiro de Alencar (interino) |                                          | Independiente                             | 30 de mayo de 2016                       | 1 de junio de 2016                       |
| Ministerio de Transparencia, Fiscalización y Control           | Torquato Jardim                              |                                          | Independiente                             | 2 de junio de 2016                       | 31 de mayo de 2017                       |
| Ministerio de Transparencia, Fiscalización y Control           | Wagner Rosário                               |                                          | Independiente                             | 31 de mayo de 2017                       | 1 de enero de 2019                       |
| Ministerio de Transportes, Puertos y Aviación Civil            | Mauricio Quintella Lessa                     |                                          | Partido Socialista Brasileño              | 12 de mayo de 2016                       | 2 de abril de 2018                       |
| Ministerio de Transportes, Puertos y Aviación Civil            | Valter Casimirio Silveira                    |                                          | Independiente                             | 2 de abril de 2018                       | 1 de enero de 2019                       |
| Ministerio de Turismo                                          | Henrique Eduardo Alves                       |                                          | Movimiento Democrático Brasileño          | 12 de mayo de 2016                       | 16 de junio de 2016                      |
| Ministerio de Turismo                                          | Alberto Alves                                |                                          | Independiente                             | 17 de junio de 2016                      | 5 de octubre de 2016                     |
| Ministerio de Turismo                                          | Marx Beltrão                                 |                                          | Movimiento Democrático Brasileño          | 5 de octubre de 2016                     | 10 de abril de 2018                      |
| Ministerio de Turismo                                          | Vinicius Lummertz                            |                                          | Independiente                             | 10 de abril de 2018                      | 31 de diciembre de 2018                  |
| Organismos con Estatus de Ministerio                           |                                              |                                          |                                           |                                          |                                          |
| Cartera                                                        | Titular                                      | Partido                                  | Partido                                   | Inicio                                   | Final                                    |
| Casa Civil                                                     | Eliseu Padilha                               |                                          | Movimiento Democrático Brasileño          | 12 de mayo de 2016                       | 1 de enero de 2019                       |

## Enjuiciamiento penal
El 21 de marzo de 2019, la Policía Federal lo detuvo en São Paulo, en una operación policial vinculada a la red de corrupción Lava Jato. En concreto, se le acusa de desviación de fondos destinados a la construcción de la central nuclear Angra 3 en Río de Janeiro. El juez Marcelo Bretos lo acusa de “ser el líder de una organización criminal” que cobró sobornos, infló presupuestos y blanqueó dinero.
Durante la tarde del 9 de mayo de 2019, el expresidente dejó su domicilio en São Paulo para entregarse a la policía federal y volver a prisión, de la forma en que lo ordenó el Tribunal Regional Federal de la segunda región (TRF-2). Cinco días después de haberse entregado, el Tribunal Superior de Justicia de Brasil decidió, por unanimidad, conceder el recurso de 'Habeas Corpus', con lo que obtuvieron un régimen de libertad y continuaría de esta manera su proceso en prisión domiciliaria, así como con otras medidas cautelares distintas a la prisión preventiva.

## Obras
Poesía
- Anônima Intimidade (TopBooks, 2012)[48][49]

## Reconocimientos
Ha recibido varios honores en el extranjero, que incluyen el Orden de Dannebrog, el Orden del Infante Don Enrique y la Legión de Honor.